# تجرة (كاشان)
تجرة هي قرية في مقاطعة كاشان، إيران. عدد سكان هذه القرية هو 36 في سنة 2006.